# Michaił Zapiewalin
Michaił Aleksandrowicz Zapiewalin (ros. Михаил Александрович Запевалин, ur. 1905 we wsi Strogino w guberni moskiewskiej, zm. 1972 w Karagandzie) – funkcjonariusz radzieckich służb specjalnych, generał major.

## Życiorys
Urodzony w biednej rosyjskiej rodzinie chłopskiej, w 1918 skończył szkołę w rodzinnej wsi, od września 1926 do czerwca 1928 uczył się w radzieckiej szkole partyjnej w Kołomnie, od września 1928 służył w Armii Czerwonej, od października 1935 do maja 1937 sekretarz odpowiedzialny biura partyjnego oddziału specjalnego przeznaczenia Zarządu Komendanta moskiewskiego Kremla, od maja do września 1937 instruktor wydziału politycznego Zarządu Komendanta Moskiewskiego Kremla, od września 1937 do kwietnia 1939 słuchacz i sekretarz komitetu partyjnego Wyższej Szkoły Partyjnej przy KC WKP(b), od 15 czerwca 1938 starszy politruk, od kwietnia do września 1939 instruktor Zarządu Kadr KC WKP(b), 8 czerwca 1939 awansowany na komisarza batalionowego Armii Czerwonej. Od 21 września 1939 w NKWD, szef Wydziału Komendanckiego Głównego Zarządu Milicji Robotniczo-Chłopskiej (GURKM) NKWD ZSRR, od 13 kwietnia 1940 major milicji, od 22 kwietnia 1940 do 22 marca 1941 zastępca szefa GURKM NKWD ZSRR ds. kadr, 19 czerwca 1940 awansowany na starszego majora milicji. Od 22 marca do 7 sierpnia 1941 zastępca szefa Zarządu NKWD obwodu moskiewskiego ds. kadr, od 29 lipca 1941 major bezpieczeństwa państwowego, od 7 sierpnia do 13 września 1941 zastępca szefa Wydziału Kadr NKWD ZSRR, od 13 września do 6 października 1941 zastępca szefa Głównego Zarządu Prac Obronnych NKWD ZSRR ds. kadr, od 6 października 1941 do 29 lipca 1943 ponownie zastępca szefa Zarządu NKWD obwodu moskiewskiego ds. kadr, 14 lutego 1943 awansowany na pułkownika bezpieczeństwa państwowego. Od 27 lipca 1943 do 22 maja 1945 I zastępca szefa Zarządu NKWD obwodu moskiewskiego, 14 grudnia 1943 mianowany komisarzem bezpieczeństwa państwowego, od 22 maja do 30 sierpnia 1945 zastępca szefa Wydziału "F" NKWD ZSRR, od 9 lipca 1945 generał major. Od 16 października 1945 do 19 stycznia 1949 szef Zarządu NKWD/MWD obwodu smoleńskiego, od 19 stycznia do 20 grudnia 1949 szef Zarządu NKWD obwodu krymskiego, od 20 grudnia 1949 do 19 listopada 1952 szef Wydziału Politycznego i zastępca szefa Gułagu MWD ZSRR ds. politycznych. Od 19 listopada 1952 do 21 lipca 1953 minister spraw wewnętrznych Tatarskiej ASRR, od 21 lipca 1953 do 30 kwietnia 1954 I zastępca ministra spraw wewnętrznych Gruzińskiej SRR, od 30 kwietnia do 19 listopada 1954 I zastępca przewodniczącego KGB Gruzińskiej SRR, od 10 stycznia 1955 zastępca szefa, a od 31 lipca 1958 szef Zarządu Karagandzkiego Poprawczego Obozu Pracy MWD.

## Odznaczenia
- Order Lenina (12 maja 1945)
- Order Czerwonego Sztandaru (dwukrotnie – 2 marca 1945 i 6 sierpnia 1949)
- Order Wojny Ojczyźnianej I klasy (2 listopada 1944)
- Order Czerwonego Sztandaru Pracy (dwukrotnie – 20 września 1943 i 19 września 1952)
- Order Czerwonej Gwiazdy (dwukrotnie – 20 stycznia 1942 i 3 listopada 1944)
- Odznaka „Zasłużony Funkcjonariusz NKWD” (16 lutego 1942)

I 7 medali.